# 아슈빈
아슈빈(산스크리트어: अश्विन्, IAST: Aśvin) 또는 아슈비니 쿠마라, 아슈비나우는 의학, 건강, 치유, 과학, 황혼과 관련된 힌두교의 쌍둥이 신이다. 리그베다에서는 이들을 지치지 않는 말이 끄는 전차를 타고 여행하는 젊은 신성한 쌍둥이 기수로 묘사하며, 다양한 상황에서 사람들을 돕고 구조하는 수호신으로 그려진다.
여러 설이 있지만, 아슈빈은 일반적으로 태양신 수리야와 그의 아내 산즈냐의 아들로 언급된다. 서사시 마하바라타에서 판다바 쌍둥이 나쿨라와 사하데바는 아슈빈의 아들들이었다.

## 어원과 별명
산스크리트어 이름 Aśvín (अश्विन्)은 아베스타어 aspā와 같은 인도이란 어간 *Haćwa-에서 유래했으며, 이는 다시 인도유럽어의 말(*H1éḱwos)에서 파생되었는데, 이 단어에서 아슈비에나이의 리투아니아어 이름도 내려온다.
리그베다에서 아슈빈은 항상 개별 이름 없이 쌍수로 언급되지만, 베다 텍스트는 두 아슈빈을 구별한다: "그대들 중 하나는 수마카의 승리하는 군주로 존경받고, 다른 하나는 하늘의 행운의 아들로 존경받는다"(RV 1.181.4). 그들은 여러 번 divó nápātā, 즉 '디아우스의 (하늘신의) 손자들'로 불린다. 이 표현은 아슈비에나이에 붙여진 리투아니아어 Dievo sūneliai, '디에바스의 (하늘신의) 아들들'; 라트비아어 Dieva Dēli, '디에브스의 (하늘신의) 아들들'; 그리고 디오스쿠로이를 지칭하는 그리스어 Diós-kouroi, '제우스의 아들들'과 비교될 수 있다.
이 쌍둥이 신들은 또한 리그베다에 99번 등장하는 이름인 나사티야(Nā́satyā, '구원자'를 의미할 수 있으며, '안전한 귀환'을 뜻하는 nasatí의 파생어)로도 불린다. 이 별명은 아마도 인도유럽조어의 *nes-('집으로 [안전하게] 돌아가다')라는 어근에서 유래했을 것이며, 분열의 악마 이름인 아베스타어 Nā̊ŋhaiθya, 그리스 영웅 네스토르, 그리고 고트어 동사 nasjan('구원하다, 치유하다')과 동계어이다.
후기 마하바라타에서는 아슈빈이 종종 나사티야 또는 다스라라고 불린다. 때로는 그들 중 한 명이 나사티야로, 다른 한 명이 다스라로 불리기도 한다.

## 기원 및 동등한 신
아슈빈은 인도유럽의 신성한 말 쌍둥이의 한 사례이다. 다른 인도유럽 종교의 유사한 신으로는 리투아니아의 아슈비에나이, 라트비아의 디에바 델리, 그리스의 디오스쿠로이; 그리고 아마도 영국의 헹기스트와 호르사, 웨일스의 브란 복된 자와 마나워단 밥 리르 등이 있다. 나사티아 쌍둥이에 대한 최초의 언급은 미탄니 조약(기원전 1350년경)에서 나온 것으로, 수필룰리우마와 사티와자, 즉 히타이트와 미탄니의 왕들 사이의 조약이었다.

## 문학 및 전설

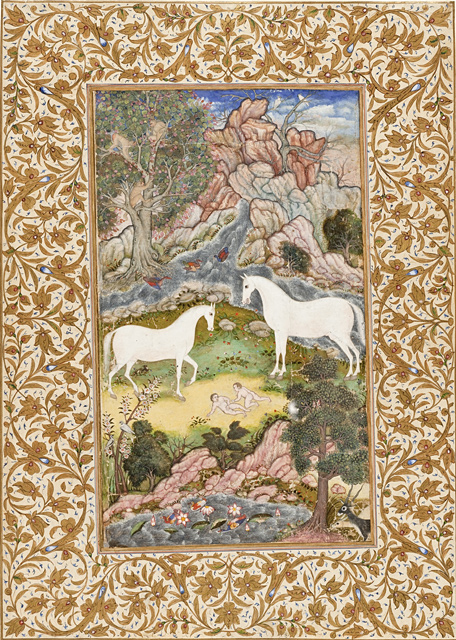
아슈빈의 탄생, 하리밤샤에서 발췌한 삽화

### 베다 텍스트
아슈빈은 리그베다에 398번 언급되며, 50개 이상의 찬송가가 그들에게 바쳐졌다: 1.3, 1.22, 1.34, 1.46–47, 1.112, 1.116–120, 1.157–158, 1.180–184, 2.20, 3.58, 4.43–45, 5.73–78, 6.62–63, 7.67–74, 8.5, 8.8–10, 8.22, 8.26, 8.35, 8.57, 8.73, 8.85–87, 10.24, 10.39–41, 10.143.
오 아슈빈이시여, 그대들의 전차는 마음보다 빠르고, 좋은 말들이 끌고 씨족에게로 오네.

그 (전차)로 그대들은 선한 의식 수행자의 집으로 가나니, 그 (전차)로, 오 사람들아, 우리에게로 그대들의 길을 오라.

그대들은 다섯 민족의 선견자 아트리(아트리 (힌두교))를 좁은 궁지에서, 그의 무리와 함께 갈라진 땅에서 해방시키네, 오 사람들아—무자비한 다스유의 간계를 혼란시키고, 그들을 하나씩 몰아내네, 오 황소들이여.

오 아슈빈이시여—그대들 사람들, 그대들 황소들이여—그대들은 놀라운 힘으로 물속에서 떠다니던 선견자 레바를, 악한 자들이 숨긴 말처럼 다시 끌어당기네. 그대들의 옛 deeds는 늙지 않네.— 1.117.2–4, in The Rigveda, translated by Stephanie W. Jamison (2014)

텍스트에 따르면 아슈빈은 태양신 비바스바트와 그의 아내 사라뉴(산즈냐)가 각각 수말과 암말의 모습으로 사랑을 나눈 후에 태어났다. 아슈빈은 또한 "divó nápātā"라고 불리는데, 이는 다야우쉬의 "아들들" 또는 "손자들"로 다양하게 번역된다. 한 번 언급에서는 인더스강(신두강)이 그들의 어머니라고 명시되어 있다. 아슈빈은 베다의 어머니 여신 우샤스(새벽)의 가까운 동반자였으며 때로는 그녀의 아들로도 언급된다. 아슈빈 형제의 결혼은 리그베다의 117번째 수크타에 서술되어 있다. 전설에 따르면 태양신 수리야-사비트리는 수리야(긴 ā)라는 딸이 있었고, 그녀의 신랑을 선택하기 위해 경마를 주선했다. 아슈빈이 경마에서 이겨 둘 다 수리야와 결혼했다. 푸샨 또한 아슈빈을 자신의 아버지로 선택했다고 언급된다.
아슈빈은 리그베다의 여러 숙타에서 필멸자들의 조력자로 묘사된다. 숙타 112는 현자 디르가슈라바스가 아슈빈에게 비를 빌었을 때, 쌍둥이가 하늘에서 단물을 쏟아냈다고 묘사한다. 숙타 16에 따르면, 그들은 사막에서 길을 잃고 물을 간청하던 현자 고타마를 돕기도 했다. 신들이 우물을 파서 현자를 도왔다고 묘사되어 있다. 또 다른 기록에 따르면, 레바는 쌍둥이에 의해 구출되기 전 9일 밤낮 동안 묶여 칼에 찔려 물에 던져졌다. 쌍둥이가 그를 구하기 위해 "일으켜 세웠을" 때 그는 명백히 "죽었다"고 묘사되었다 (RV 10.39.9). 마찬가지로, 비유는 그의 아버지나 사악한 동반자들이 그를 바다에 버렸을 때 쌍둥이가 그를 죽은 조상들로부터 집으로 데려왔을 때 구원되었다 (RV, 1.119.4).
아슈빈은 또한 반다나를 일으켜 세우고, 아트리를 땅의 균열과 열기에서 구하고, 비슈나푸를 찾아 아버지에게 돌려주고, 칼리에게 젊음을 되돌려주며, 비마다를 위해 카마듀를 아내로 데려왔고, 바디마티(남편은 수소였다)에게 아들을 주었으며, 리지라슈바의 시력을 회복시키고, 비슈팔라의 발을 금속 발로 바꾸고, 샤유 암소가 우유를 생산하게 하고, 페두에게 말을 주었고, 다디치에게 말머리를 씌웠다.
샤타파타 브라마나에 따르면, 아슈빈은 한때 사랴티 왕의 딸이자 늙은 현자 차야바나의 아내인 수칸야를 유혹하려 했다. 그러나 그녀는 거부하고 쌍둥이가 불완전하다고 주장하며 차야바나의 젊음을 회복시켜 달라고 말했다. 그녀의 말의 이유를 알고 싶어 안달이 난 그들은 그녀의 조건을 이행했고, 현자는 마침내 아슈빈이 신들이 수행한 야즈나(불의 희생제)에서 제외되어 불완전하다고 밝혔다. 아슈빈은 희생제에 갔지만 신들은 아슈빈이 필멸자들과 너무 많은 시간을 보낸다고 주장하며 받아들이지 않았다. 여러 번의 설명 시도 끝에 그들은 마침내 받아들여졌다. 아슈빈은 때때로 맹렬한 신으로 묘사된다. 수크타 117에서는 그들이 심지어 아수라 비슈바카와 그의 왕조를 파괴했다고 한다.

### 후기 베다 텍스트
후기 힌두교 텍스트에서 아슈빈은 여전히 중요하며, 이 텍스트에서는 그들 중 한 명은 나사티아로, 다른 한 명은 다르샤로 불린다. 그들의 많은 전설은 서사시 마하바라타, 하리밤샤, 푸라나와 같은 다양한 텍스트에서 다시 쓰여졌다.
이들 문헌에 따르면, 비슈바카르마의 딸인 산즈냐는 수리야와 결혼했으나 그의 열기를 견디지 못하고 그를 떠나기로 결심했다. 그녀는 도망쳐 북부 쿠루 왕국 숲에서 암말의 모습으로 떠돌았다. 비슈누 푸라나는 그녀가 수리야의 열기를 제어하기 위해 숲에서 고행을 했다고 덧붙인다. 수리야는 산즈냐의 실종을 발견한 후 그녀를 찾아 암말의 모습으로 그녀와 성관계를 가졌다. 산즈냐는 쌍둥이를 낳았다. 드물게 일부 푸라나에서는 아슈빈이 브라흐마 신의 아들(창조물)로 언급된다.
이 텍스트들은 또한 브라마나에서 처음 이야기된 차야바나의 이야기를 상세히 설명한다. 이 버전에서, 수칸야—사랴티 왕의 아름다운 딸—은 고행 중이던 늙은 차야바나를 우연히 눈멀게 했다. 그녀는 그의 분노로부터 왕국을 구하기 위해 그와 결혼하여 충실히 섬겼다. 아슈빈은 전차를 타고 여행하던 중 숲에서 수칸야를 보고 그녀를 유혹하려 했다. 그들은 그녀에게 자신들 중 한 명을 새 남편으로 선택하라고 요청했지만, 그녀는 거절하고 차야바나에게 충실했다. 쌍둥이는 그녀의 정절에 감명받아 무엇이든 소원을 빌어달라고 요청했다. 그들의 요청에 따라 그녀는 차야바나의 젊음과 시력을 회복시켜 달라고 말했다. 아슈빈은 동의했지만 조건이 있었다. 차야바나를 치료한 후, 그들도 비슷한 모습으로 변장하여 수칸야가 차야바나를 식별해야 한다는 것이었다. 수칸야는 남편의 허락을 받은 후 동의를 표했다. 아슈빈은 차야바나를 호수로 데려가 그를 치료했다. 젊은 차야바나가 호수에서 나오자, 아슈빈도 그와 비슷한 모습으로 변했고 수칸야는 성공적으로 남편을 식별했다.
마하바라타는 또한 아슈빈의 "영적 아들"인 나쿨라와 사하데바의 탄생에 대해 서술한다. 서사시에 따르면, 판두 왕은 저주로 인해 아내들과 사랑을 나눌 수 없었고 후계자가 없었다. 그래서 그는 아내들인 쿤티와 마드히에게 다양한 신들을 불러 아들을 요청하라고 조언했다. 아슈빈 나사티아와 다르샤는 니요가를 통해 마드히에게 각각 나쿨라와 사하데바를 축복했다.

## 관련성

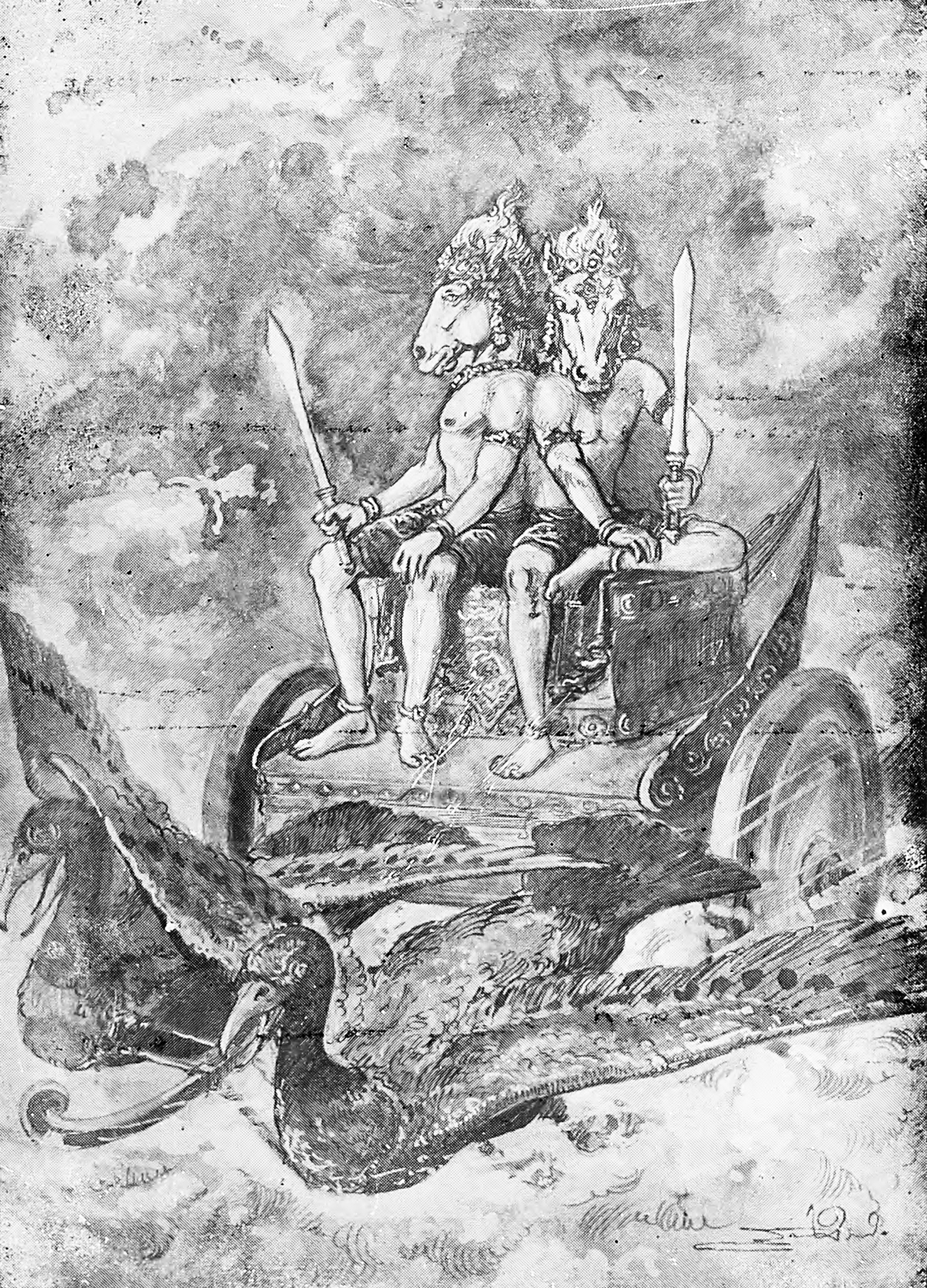
태국에서 묘사된 말 얼굴의 아슈빈이 전차를 탄 모습 (1959)

아슈빈은 종종 필멸자를 구하고 그들을 되살리는 것과 관련이 있다. 리그베다는 또한 아슈빈을 "빛을 가져오는" 존재로 묘사한다: 그들은 부주에게 "빛을 가져오는 도움"(svàrvatīr…ūtī́r, 1.119.8)을 주었고, 레바를 "태양을 보게 하려고 일으켜 세웠다"(úd…aírayataṃ svàr dṛśé, 1.112.5).
아슈빈은 꿀과 관련이 있으며, 아마도 희생 제의에서 그들에게 꿀이 바쳐졌을 것이다. 그들은 프라바르기야 의식에서 주된 신이며, 이 의식에서 그들은 뜨거운 우유를 받는다. 그들은 또한 소마의 아침 압착과도 관련이 있는데, 그들은 인드라-바유와 미트라-바루나와 함께 쌍둥이 신이기 때문이다. 그들은 또한 아티라트라(밤샘 소마 의식)에서 소마를 가장 마지막으로 받는 신들이다.
아슈빈은 그들의 주된 제사인 새벽에 호출되며, 새벽의 여신인 우샤스와 긴밀한 관계를 가지고 있다: 그녀는 그들을 깨우도록 명령받고(8.9.17), 그들은 전차를 타고 그녀를 뒤따르며(8.5.2), 그들이 말을 매면 그녀가 태어나고(10.39.12), 그들의 전차는 한때 그녀보다 먼저 도착한다고 한다(1.34.10). 따라서 그들은 "어둠으로부터의 회귀"와 관련이 있다: 쌍둥이는 "어둠을 죽이는 자들"(tamohánā, 3.39.3)이라고 불리며, "인류를 위해 빛을 만든 자들"(yā́v…jyótir jánāya cakráthuḥ, 1.92.17)이라는 표현으로 호출되며, 그들의 말과 전차는 "덮여 있던 어둠을 드러내는 것"(aporṇuvántas táma ā́ párīvṛtam, 4.45.2)으로 묘사된다.
아슈빈의 전차는 리그베다에서 반복적으로 언급된다. 그들의 전차는 세 개의 전차 상자, 세 개의 바퀴, 세 개의 회전, 그리고 세 개의 바퀴살을 가지고 있다. 숫자 3의 강조는 세 번의 소마 압착과 함께 희생 제의에서 상징화된다. 전차는 황소, 물소, 말, 새, 거위, 그리고 매가 끈다. 전차는 아슈빈이 빠르고 이동성을 가지며 여러 곳으로 이동할 수 있게 해주는데, 이는 사람들을 구하는 그들의 역할을 수행하는 데 필요하다. 태양의 딸인 수리야는 때때로 아슈빈의 아내로 언급되며, 그들과 함께 전차를 탄다.
또한 아슈빈은 현자 차야바나를 위해 차야반프라시 처방을 처음으로 준비했다고 믿어지는데, 이 현자는 현지 전설에 따르면 인도 하리아나주 나르나울 근처 도시 언덕에 있는 그의 아슈람에 머물렀다고 한다. 이는 현대 차야반프라시의 어원적 근거가 된다.

## 같이 보기
- 아슈비에나이, 리투아니아 신화의 대응 신

### 설명주
1. ↑  이에 모순되게, 리그베다의 일부 장에서는 수리야의 신랑이 소마 신이었고 아슈빈은 그의 친구였다고 제안한다.[1]
2. ↑  문학 및 전설의 #베다 텍스트 섹션을 참조하시오.

### 참조주
1. 1 2  Kramrisch & Miller 1983, 171쪽.
2. 1 2 3 4 5  Jamison & Brereton 2014, 48쪽.
3. 1 2  Frame 2009, §1.42.
4. ↑  Wise, Thomas (1860). 《Commentary on the Hindu System of Medicine》 (영어). Trübner. 4쪽.
5. 1 2 3 4 5  West 2007, 187쪽.
6. ↑  Lubotsky, Alexander. "Indo-Aryan Inherited Lexicon". Indo-European Etymological Dictionary Project. 레이던 대학교. s.v. áśva-.
7. 1 2 3  West 2007, 187–191쪽.
8. 1 2 3  Parpola 2015a, 109–110쪽.
9. 1 2  Frame 2009.
10. ↑  Ahmadi, Amir (2015). 《Two Chthonic Features of the Daēva Cult in Historical Evidence》. 《History of Religions》 54. 348쪽. doi:10.1086/679000. ISSN 0018-2710. JSTOR 10.1086/679000. S2CID 162230518.
11. ↑  Thadani, N.v. 《The Mystery of the Mahabharata: Vol. I》 (영어). India Research Press. 362쪽.
12. 1 2  Mallory & Adams 2006, 432쪽.
13. ↑  Puhvel, Jaan (1987). 《Comparative Mythology》. Baltimore, Maryland: Johns Hopkins University Press. 58–61쪽. ISBN 0-8018-3938-6.
14. ↑  KBo 1 1. Gary M. Beckman (1999). 《Hittite Diplomatic Texts》. Scholars Press. 53쪽. ISBN 9780788505515.. Excerpt http://www.heritageinstitute.com/zoroastrianism/ranghaya/suppiluliuma_shattiwaza_treaty.htm
15. ↑  Jamison & Brereton 2014, 272–273쪽.
16. ↑  Lang 1887.
17. 1 2  Macdonell, Arthur Anthony (1897). 《Vedic Mythology》. Oxford University Press. 51쪽.
18. ↑  De Witt Griswold, Harvey; Farquhar, J. N. (1923). 《The Religion of the Rigveda》. Oxford University Press. 262쪽.
19. ↑  Jamison & Brereton 2014, 157쪽.
20. ↑  Kinsley 1988, 6쪽.
21. 1 2 3 4  Mani 1975, 71쪽.
22. ↑  Jamison & Brereton 2014, 1522쪽.
23. ↑  Wilson, Horace H. (1866). “"The" Vishnu Purana ; 3: A System of Hindu Mythology and Tradition ; Translated from the Original Sanskrit, and Illustrated by Notes Derived Chiefly from Other Puranas”.
24. 1 2  Mani 1975, 69쪽.
25. ↑  Dalal 2010, 64쪽.
26. ↑  Dalal 2010, 100쪽.
27. ↑  Mani 1975, 70쪽.
28. ↑  Dalal 2010, 101쪽.
29. ↑  Hindu World: An Encyclopedic Survey of Hinduism. Volume II M-Z. Benjamin Walker. Routledge. 2019. Entry: "Pandava"
30. ↑  Frame 2009, §1.43.
31. ↑  Frame 2009, §1.44.
32. ↑  Jamison & Brereton 2014, 47쪽.
33. ↑  Frame 2009, §1.45.
34. ↑  Panda, H; Handbook on Ayurvedic Medicines With Formulae, Processes And Their Uses, 2004, p10 ISBN 978-81-86623-63-3

### 참고 문헌
- Dalal, Roshen (2010). 《Hinduism: An Alphabetical Guide》 (영어). Penguin Books India. ISBN 978-0-14-341421-6.
- Frame, Douglas (2009). “Hippota Nestor - 3. Vedic”. 《Center for Hellenic Studies》. 2019년 9월 20일에 원본 문서에서 보존된 문서.
- Jamison, Stephanie W.; Brereton, Joel P. (2014). 《The Rigveda: The Earliest Religious Poetry of India》. Oxford University Press. ISBN 978-0-19-937018-4.
- Kinsley, David (1988). 《Hindu Goddesses: Visions of the Divine Feminine in the Hindu Religious Tradition》. University of California Press. 7–8쪽. ISBN 978-0-520-90883-3.
- Kramrisch, Stella; Miller, Barbara Stoler (1983).  Miller, Barbara Stoler, 편집. 《Exploring India's sacred art : selected writings of Stella Kramrisch》 (미국 영어) 1판. 필라델피아, 펜실베이니아: 펜실베이니아 대학교 출판부. 171쪽. ISBN 9780812278569. OCLC 9066740.
- Lang, Andrew (1887). 《Myth, Ritual and Religion》 (영어). Longmans, Green. ISBN 978-1-77441-377-7.
- Mallory, James P.; Adams, Douglas Q. (2006). 《The Oxford Introduction to Proto-Indo-European and the Proto-Indo-European World》. Oxford, England: Oxford University Press. ISBN 978-0-19-929668-2.
- Mani, Vettam (1975). 《Puranic encyclopaedia : a comprehensive dictionary with special reference to the epic and Puranic literature》. Robarts - University of Toronto. Delhi : Motilal Banarsidass. 69쪽.
- Parpola, Asko (2015a). 《The Roots of Hinduism: The Early Aryans and the Indus Civilization》 (영어). Oxford University Press. ISBN 978-0-19-022693-0.
- West, Martin L. (2007). 《Indo-European Poetry and Myth》. Oxford University Press. ISBN 978-0-19-928075-9.

### 추가 읽을거리
- Dictionary of Hindu Lore and Legend (ISBN 0-500-51088-1) by Anna L. Dallapiccola
- BOSCH, F. D. K. (1967). 《De Aśvin-goden en de epische tweelingen in de oudjavaanse kunst en literatuur》 [The Aśvin godlings and the epic twins in old-javanese art and literature]. 《Bijdragen tot de Taal-, Land- en Volkenkunde》 (네덜란드어) 123. 427–441쪽. doi:10.1163/22134379-90002890. JSTOR 27860895. ProQuest 1130862317. |id=에 templatestyles stripmarker가 있음(위치 1) (도움말)
- Chakravarty, Uma (1989). 《The Aśvins: an Incarnation of the Universal Twinship Motif》. 《Annals of the Bhandarkar Oriental Research Institute》 70. 137–143쪽. JSTOR 41693465.
- JAMISON, S. W. (2002). 《Review of Les Nāsatya, Volume II》. 《Indo-Iranian Journal》 45. 347–350쪽. doi:10.1163/000000002124994928. JSTOR 24664156.
- Mitra, Jyotir (1984). 《Ashvins, the Twin Celestial Physicians, and Their Medical Skill》. 《Proceedings of the Indian History Congress》 45. 220–228쪽. JSTOR 44140202.
- Parpola, Asko (2015b). 〈The Aśvins as Funerary Gods〉. 《The Roots of Hinduism》. 117–129쪽. doi:10.1093/acprof:oso/9780190226909.003.0011. ISBN 978-0-19-022690-9.
- Parva, Paushya. “Section III (Paushya Parva”. Sacred Texts. 32–33쪽. 2013년 11월 1일에 확인함.